# Poroclinus
Poroclinus is een monotypisch geslacht van straalvinnige vissen uit de familie van stekelruggen (Stichaeidae). Het geslacht is voor het eerst wetenschappelijk beschreven in 1890 door Bean.

## Soort
- Poroclinus rothrocki Bean, 1890